# Tony Martin (kolarz)
Tony Martin (ur. 23 kwietnia 1985 w Chociebużu) – niemiecki kolarz szosowy. Wicemistrz olimpijski w jeździe indywidualnej na czas (2012), wielokrotny mistrz świata w tej samej konkurencji.
Największym sukcesem zawodnika jest czterokrotne mistrzostwo świata w jeździe indywidualnej na czas (2011, 2012, 2013, 2016) oraz zwycięstwa w wyścigach wieloetapowych Eneco Tour w 2010 i Paryż-Nicea w 2011. Ma na swoim koncie także zwycięstwa etapowe w Tour de France w 2011, 2013, 2014 i 2015, Deutschland Tour, Critérium International, Tour de Romandie i Paryż-Nicea.

## Najważniejsze osiągnięcia
2006
- 1. miejsce w Thüringen-Rundfahrt do lat 23

2007
- 1. miejsce w FBD Insurance Rás
- 2. miejsce w Tour de l’Avenir

2009
- 1. miejsce w klasyfikacji górskiej Paryż-Nicea
- 1. miejsce na 3. etapie (ITT) Critérium International
- 8. miejsce w Tour de Romandie
- 1. miejsce na 4. etapie (ITT) Bayern Rundfahrt
- 2. miejsce w Tour de Suisse
  - 1. miejsce na 8. etapie
  -  1. miejsce w klasyfikacji górskiej
- 3. miejsce w mistrzostwach świata (jazda ind. na czas)

2010
- 1. miejsce w mistrzostwach Niemiec (jazda ind. na czas)
- 1. miejsce na 7. etapie Tour of California
- 2. miejsce w prologu i na 19. etapie Tour de France
- 6. miejsce w Tour de Suisse
  - 1. miejsce na 9. etapie
- 1. miejsce w Eneco Tour
  - 1. miejsce na 7. etapie (ITT)
  -  1. miejsce w klasyfikacji młodzieżowej
- 3. miejsce w mistrzostwach świata (jazda ind. na czas)

2011
- 1. miejsce w Volta ao Algarve
  - 1. miejsce na 5. etapie (ITT)
- 1. miejsce w Paryż-Nicea
  - 1. miejsce na 6. etapie (ITT)
- 1. miejsce na 6. etapie (ITT) Vuelta al País Vasco
- 2. miejsce w Tour de Romandie
- 1. miejsce na 3. etapie (ITT) Critérium du Dauphiné
- 1. miejsce na 20. etapie (ITT) Tour de France
- 1. miejsce na 10. etapie (ITT) Vuelta a España
- 1. miejsce w mistrzostwach świata (jazda ind. na czas)
- 1. miejsce w Tour of Beijing
  - 1. miejsce na 1. etapie (ITT)
- 1. miejsce w Chrono des Nations

2012
- 1. miejsce w Baloise Belgium Tour
  - 1. miejsce na 4. etapie (ITT)
- 2. miejsce w Volta ao Algarve
- 1. miejsce w mistrzostwach Niemiec (jazda ind. na czas)
- 2. miejsce w igrzyskach olimpijskich (jazda ind. na czas)
- 1. miejsce w mistrzostwach świata (jazda druż. na czas)
- 1. miejsce w mistrzostwach świata (jazda ind. na czas)
- 1. miejsce w Tour of Beijing
  - 1. miejsce na 2. etapie
- 1. miejsce w Chrono des Nations

2013
- 1. miejsce w Volta ao Algarve
  - 1. miejsce na 4. etapie (ITT)
- 1. miejsce na 7. etapie (ITT) Tirreno-Adriático
- 1. miejsce na 6. etapie (ITT) Vuelta al País Vasco
- 1. miejsce na 5. etapie (ITT) Tour de Romandie
- 1. miejsce w Baloise Belgium Tour
  - 1. miejsce na 3. etapie (ITT)
- 1. miejsce na 4. etapie (ITT) Critérium du Dauphiné
- 1. miejsce w mistrzostwach Niemiec (jazda ind. na czas)
- 1. miejsce w 11. etapie (ITT) Tour de France
- 1. miejsce w mistrzostwach świata (jazda druż. na czas)
- 1. miejsce w mistrzostwach świata (jazda ind. na czas)
- 1. miejsce w Chrono des Nations
- 6. miejsce w Tour of Beijing

2014
- 1. miejsce na 2. i 6. etapie (ITT) Vuelta al País Vasco
- 1. miejsce w Baloise Belgium Tour
  - 1. miejsce na 3. etapie (ITT)
- 4. miejsce w Tour de Suisse
  - 1. miejsce na 1. i 7. etapie (oba ITT)
- 1. miejsce w mistrzostwach Niemiec (jazda ind. na czas)
- 1. miejsce na 9. i 20. etapie (ITT) Tour de France
- 1. miejsce na 10. etapie (ITT) Vuelta a España
- 2. miejsce w mistrzostwach świata (jazda ind. na czas)
- 3. miejsce w mistrzostwach świata (jazda druż. na czas)

2015
- 1. miejsce na 3. etapie (ITT) Volta ao Algarve
- 1. miejsce na 6. etapie (ITT) Tour de Romandie
- 1. miejsce w mistrzostwach Niemiec (jazda ind. na czas)
- 1. miejsce na 4. etapie Tour de France
  - koszulka lidera przez trzy etapy (5.-7.)

2016
- 1. miejsce w mistrzostwach Niemiec (jazda ind. na czas)
- 1. miejsce w mistrzostwach świata (jazda druż. na czas)
- 1. miejsce w mistrzostwach świata (jazda ind. na czas)

2017
- 1. miejsce na 2. etapie Volta a la Comunitat Valenciana
- 1. miejsce w mistrzostwach Niemiec (jazda ind. na czas)

2018
- 1. miejsce w mistrzostwach Niemiec (jazda ind. na czas)

2019
- 1. miejsce w mistrzostwach Niemiec (jazda ind. na czas)
- 2. miejsce w mistrzostwach świata (mieszana jazda druż. na czas)

2021
- 1. miejsce w mistrzostwach Niemiec (jazda ind. na czas)
- 1. miejsce w mistrzostwach świata (mieszana jazda druż. na czas)

## Rankingi
| Rok                | 2005  | 2006 | 2007 | 2008 | 2009 | 2010 | 2011 | 2012 | 2013 | 2014 | 2015 | 2016 | 2017 | 2018 | 2019 | 2020 | 2021 |
| ------------------ | ----- | ---- | ---- | ---- | ---- | ---- | ---- | ---- | ---- | ---- | ---- | ---- | ---- | ---- | ---- | ---- | ---- |
| UCI ProTour        | -     | -    | -    | 98.  |      |      |      |      |      |      |      |      |      |      |      |      |      |
| UCI World Calendar |       |      |      |      | 40.  | 25.  |      |      |      |      |      |      |      |      |      |      |      |
| UCI World Tour     |       |      |      |      |      |      | 5.   | 28.  | 56.  | 34.  | 92.  | 203. | 210. | 193. |      |      |      |
| World Ranking      |       |      |      |      |      |      |      |      |      |      |      | 102. | 164. | 323. | 484. | -    | 256. |
| UCI Europe Tour    | 1134. | 191. | 52.  |      |      |      |      |      |      |      |      | 196. | 130. | 678. | 373. | -    | 218. |
| UCI Asia Tour      | -     | -    | -    |      |      |      |      |      |      |      |      | 8.   | -    | -    |      |      |      |
| UCI America Tour   | -     | -    | -    |      |      |      |      |      |      |      |      | 174. | -    | -    |      |      |      |
|                    |       |      |      |      |      |      |      |      |      |      |      |      |      |      |      |      |      |
| Źródło: UCI        |       |      |      |      |      |      |      |      |      |      |      |      |      |      |      |      |      |